# Can Pagès Nou
Can Pagès Nou és un edifici del municipi de l'Ametlla del Vallès (Vallès Oriental) que forma part de l'Inventari del Patrimoni Arquitectònic de Catalunya.

## Descripció
Masia de tipologia 1 segons Danés, és a dir, amb una teulada de dues vessants amb caraner paral·lel a façana. La referència més antiga trobada a l'edificació data del 1858. Va ser reformada el 1902 seguint l'estil colonial amb elements modernistes, Pels elements interns, l'antiga masia podria haver estat construïda cap als segles XVI-XVII. Actualment, segona residència, l'edifici consta de 3 plantes. Façana estucada i pintada amb arrimador ceràmic a la part frontal i amb motius vegetals a la resta del perímetre.
Compta amb una torre i una tribuna acabats amb trencadís, així com un balcó corregut en forma de U. La façana principal compta amb 11 finestres, 3 balconeres i 1 porta. Les parets interiors són fetes amb pedra. Sostres i teulada d'embigat de fusta. Conserva encara l'era amb tova catalana i la masoveria a la part dreta posterior de l'edificació. Reformada primerament el 1858 i més tard a partir del 1902 agafant un estil modernista amb aspectes d'estil colonial. La darrera reforma es va produir entre el 2000 i el 2004.